# Wiktor Matwejewitsch Buchstaber

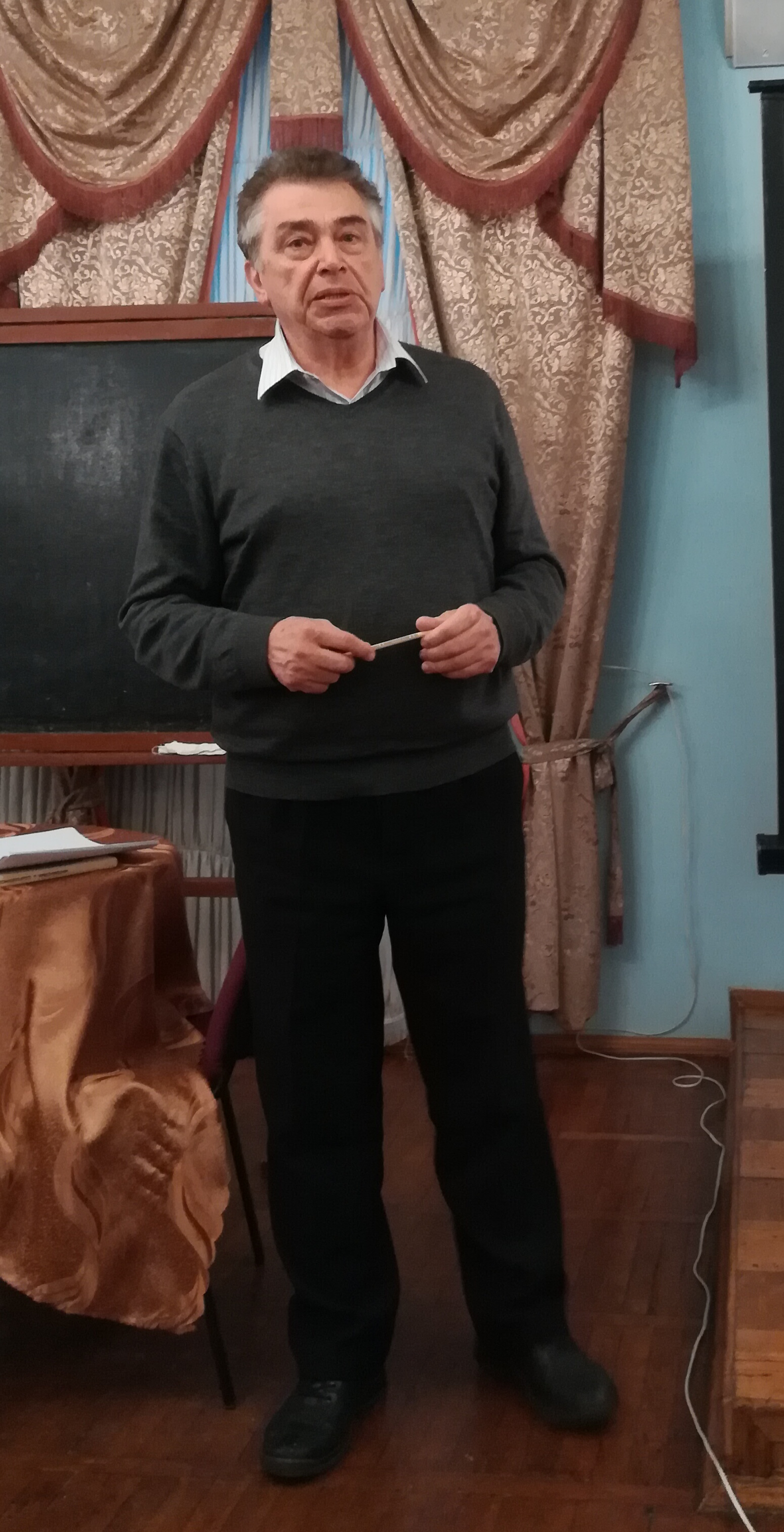
Wiktor Buchstaber (2018)

Wiktor Matwejewitsch Buchstaber, russisch Виктор Матвеевич Бухштабер, englische Transkription Victor Matveevich Buchstaber, (* 1. April 1943 in Taschkent) ist ein russischer Mathematiker, der sich mit algebraischer Topologie und algebraischer Geometrie (Theorie Abelscher Funktionen) einschließlich Anwendungen auf integrable Systeme in der mathematischen Physik  beschäftigt.

## Leben
Buchstaber studierte ab 1960 an der Staatlichen Universität Taschkent und ab 1964 an der Lomonossow-Universität, wo er 1966 seinen Diplom-Abschluss in Mathematik machte. 1970 wurde er bei Sergei Nowikow (und Dmitry Fuchs) promoviert und 1984 habilitierte er sich (russischer Doktortitel). Ab 1969 war er am Allunions-Forschungsinstitut für physikalisch-technische und radiotechnische Messungen (VNIIFTRI) in Mendelejewo, wo er ab 1979 die Abteilung für mathematische Modellierung leitete. Er ist seit 1993 Professor an der Lomonossow-Universität (Lehrstuhl für Geometrie und Topologie) und seit 1996 am Steklow-Institut für Mathematik (Abteilung Topologie). Er war unter anderem Gastprofessor an der University of Maryland (mehrfach in den 1990er Jahren), der Universität Tel Aviv, der University of Edinburgh und Manchester.
Seit 1995 ist er Herausgeber der Russian Mathematical Surveys (Uspechi Mat.Nauka) und er ist Mitherausgeber von Functional Analysis and Applications. 1970 erhielt er den Preis der Moskauer Mathematischen Gesellschaft für seine Beiträge zur Topologie (Kobordismentheorie, K-Theorie). Seit 1994 ist er im Rat der Moskauer Mathematischen Gesellschaft. 2001 bis 2004 war er im Rat der European Mathematical Society. Er war 1974 Invited Speaker auf dem Internationalen Mathematikerkongress in Vancouver, konnte die Vorlesung aber nicht halten. Er ist Mitglied der London Mathematical Society und der American Mathematical Society. Seit 2006 ist er korrespondierendes Mitglied der Russischen Akademie der Wissenschaften.
Er ist verheiratet und hat zwei Kinder.
Zu seinen Doktoranden gehört Alexander Alexandrowitsch Gaifullin.

## Schriften
- als Herausgeber mit Sergei Novikov: Solitons, Geometry and Topology: On the Crossroad (= American Mathematical Society. Translations. Series 2, 179, = Advances in the Mathematical Sciences. 33). American Mathematical Society, Providence RI 1997, ISBN 0-8218-0666-1.
- mit Taras E. Panov: Torus Actions and their Applications in Topology and Combinatorics (= University Lecture Series. Bd. 24). American Mathematical Society, Providence RI 2002, ISBN 0-8218-3186-0.
- als Herausgeber mit Igor Krichever: Geometry, Topology and Mathematical Physics. S. P. Novikov's Seminar 2006–2007 (= American Mathematical Society. Translations. Series 2, 224 = Advances in the Mathematical Sciences. 61). American Mathematical Society, Providence RI 2008, ISBN 978-0-8218-4674-2.